# Makuniów
Makuniów (ukr. Макунів) – wieś na Ukrainie, w rejonie jaworowskim (do 2020 roku w rejonie mościskim) obwodu lwowskiego. Wieś liczy 217 mieszkańców.

## Historia
W II Rzeczypospolitej do 1934 samodzielna gmina jednostkowa. Następnie należała do zbiorowej wiejskiej gminy Dydiatycze w powiecie mościskim w woj. lwowskim. 
Na początku 1938 wybudowano nowy budynek szkolny.
Po wojnie wieś weszła w struktury administracyjne Związku Radzieckiego.